# Maesbrook
 (août 2024).
Maesbrook est un village du Shropshire, en Angleterre.